# 말레이천산갑
말레이천산갑(Manis javanica)은 유린목에 속하는 포유류의 일종이다. 순다천산갑 또는 자와천산갑(자바천산갑)으로도 부른다. 태국과 인도네시아(자와섬, 수마트라섬, 보르네오섬 그리고 소순다 열도)를 포함한 동남아시아에서 발견된다. 이 천산갑은 동남아시아의 숲 서식지(일차림과 이차림, 관목림)와 농장(고무, 팜 오일)에서 발견된다. 주로 나무와 둥지 속에 있거나 먹이를 찾으면서 시간을 보낸다. 천적은 호랑이, 구름표범, 바다악어 다.
참고로 과거서울대공원에서 10마리의 말레이천산갑,차이나천산갑을 도입예정이었으나무산 되었다.